# Powódź na Bałkanach (2014)

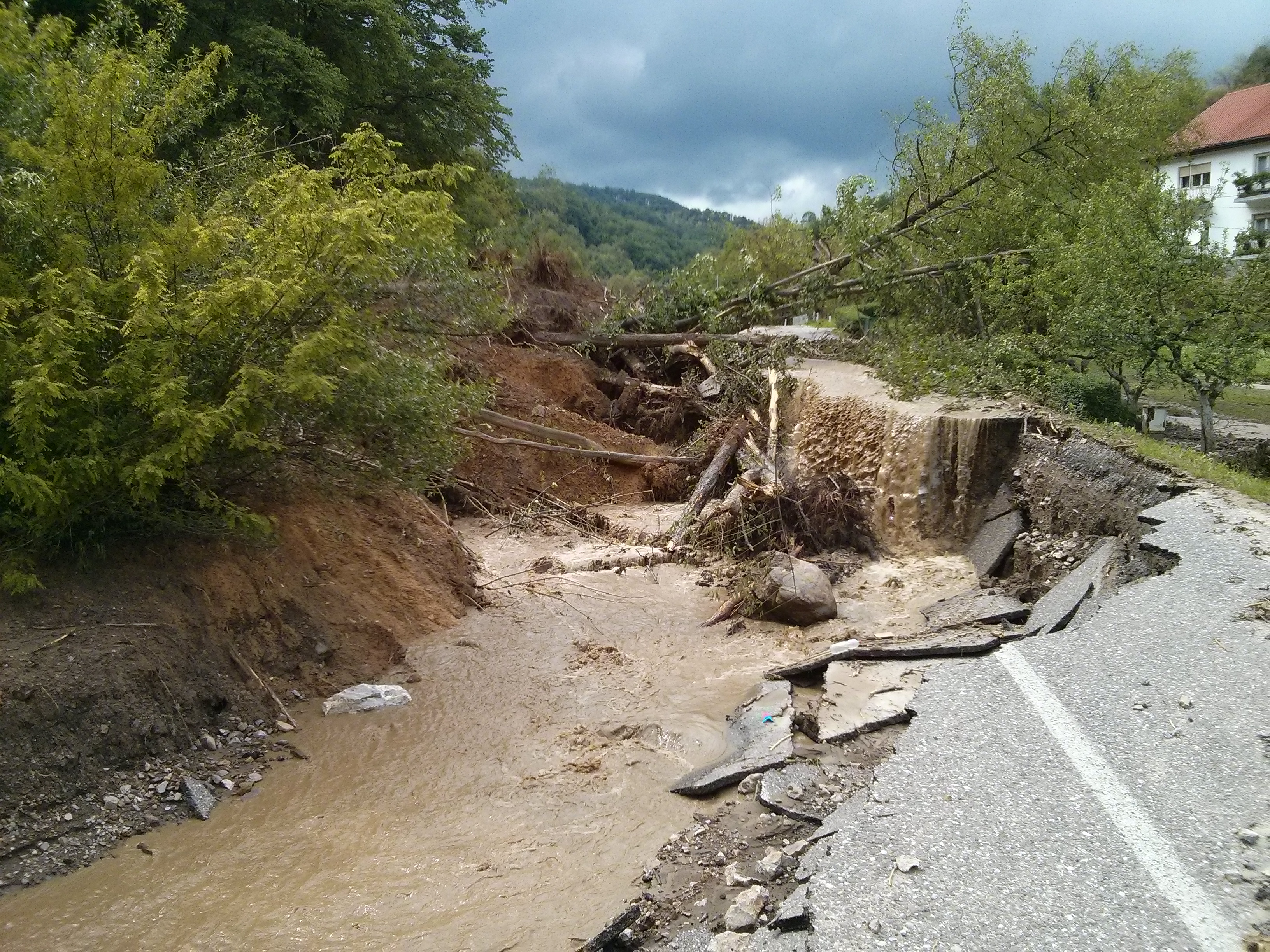
Zniszczona droga w serbskiej miejscowości Krupanj.

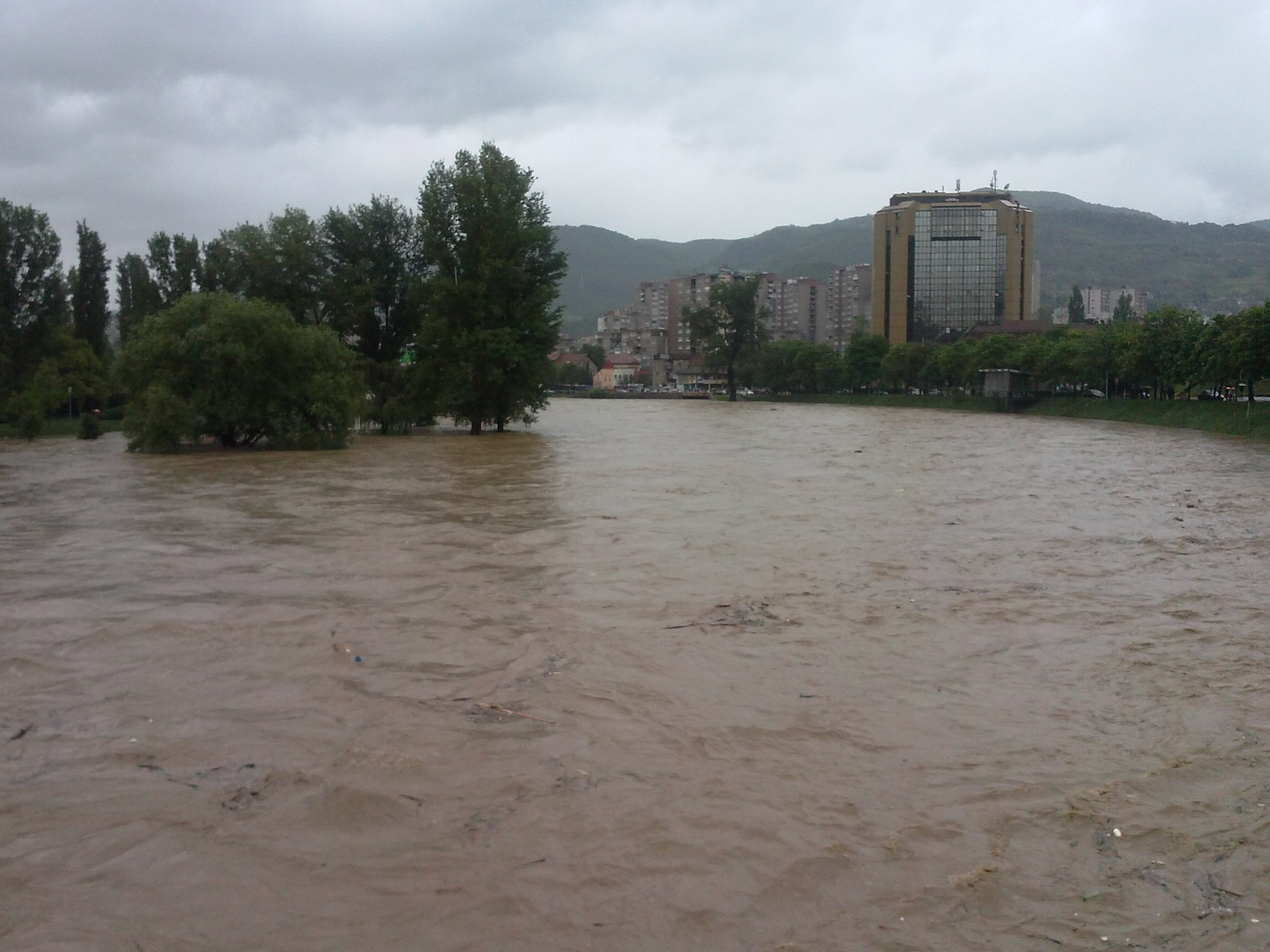
Powódź w bośniackiej Zenicy.

Powódź na Bałkanach w 2014 roku – powódź, która od 13 maja 2014 roku dotknęła Bośnię i Hercegowinę i Serbię, a także w mniejszym stopniu Chorwację i Rumunię. Powódź nawiedziła ten region dwukrotnie. Powódź ta była największą klęską żywiołową tego typu od 1892 roku. Straty w powodzi oceniono na 2,8 mld euro w Serbii oraz w Bośni i Hercegowinie.

## Przebieg
17 maja 2014 roku w położonym na wschodzie Bośni mieście Bijeljina wezbrana rzeka przerwała w sobotę wały przeciwpowodziowe. Serbscy meteorolodzy podali, że do 17 maja w ciągu 40 godzin spadło tyle deszczu, ile zazwyczaj pada w ciągu czterech miesięcy. Ewakuowano ponad 10 tys. ludzi. W połowie maja Serbia poprosiła o pomoc Unię Europejską i Rosję. 21 maja 2014 roku w ciągu kilku godzin zostało zalane miasto Obrenovac w Serbii. Pomimo ewakuacji miasta śmierć poniosło 14 osób.

## Ofiary i straty
Łącznie w wyniku powodzi zginęło ok. 50 osób. Zniszczonych zostało ok. 100 tys. domów i 230 szkół.

### Serbia
Do 3 czerwca 2014 roku w Serbii zginęło 26 osób. Ewakuowano ok. 30 tys. mieszkańców. Serbia przyznała, że nie uda jej się samodzielnie odbudować kraju po powodzi. Miasto Obrenovac zostało całkowicie zniszczone. Straty oszacowano na 1,5 mld euro (od 2 do 5% PKB). Dotkliwe straty poniosło serbskie górnictwo oraz sektor energetyczny.

### Bośnia i Hercegowina
Rzeka Sawa oraz jej dopływy zalały ok. 40% powierzchni Bośni i Hercegowiny, czyniąc dotkliwe szkody w rolnictwie. Około 1/4 mieszkańców Bośni i Hercegowiny musiała opuścić swoje domy. Do 3 czerwca 2014 roku zginęło ponad 30 osób. Dużym zagrożeniem stały się miny pochodzące z wojny domowej z lat 90. Wody mogły podmyć ok. 120 tysięcy nierozbrojonych min przeciwpiechotnych, które mogły przenieść do innych regionów państwa, a także do Serbii, Rumunii i Bułgarii. Ponad 900 km² powierzchni zostało oznaczonych jako tereny szczególnie zagrożone eksplozjami niewybuchów. Bośnia i Hercegowina przyznała, że nie uda jej się samodzielnie odbudować kraju po powodzi. Straty oceniono na 1,3 mld euro (ok. 8% PKB).

### Chorwacja
Ucierpiała także sąsiednia Chorwacja, gdzie powódź przerwała sezon turystyczny; turystyka jest dla tego kraju jednym z głównych źródeł dochodu. Do 19 maja 2014 roku w wyniku powodzi zginął jeden mieszkaniec Chorwacji.

### Rumunia
15 maja 2014 roku ulewy zalały Timișoarę. Poziom rzeki przepływającej przez miasto podniósł się o metr, zalewając pobliskie drogi i uniemożliwiając przejazd.

## Działania władz i mieszkańców państw ogarniętych klęską żywiołową

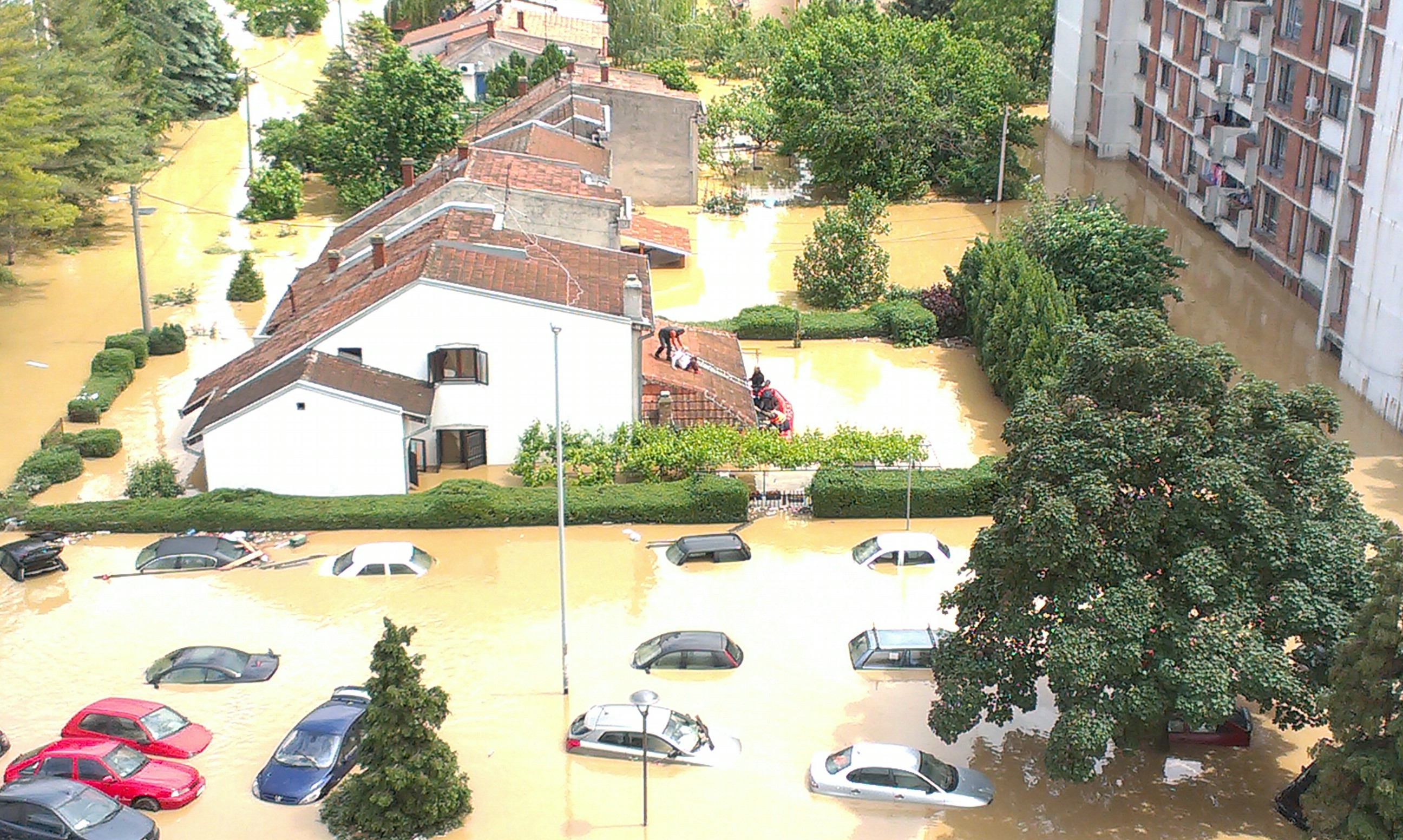
Ewakuacja mieszkańców zalanego domu w Obrenovacu

Władze Bośni i Hercegowiny oraz Serbii przeprowadziły ewakuację mieszkańców z zalanych terenów. Działania te były jednak nieefektywne, co wzbudziło frustrację w obu narodach. Krytykowano zaniedbania w zakresie prewencji, długi czas oczekiwania na pomoc, brak koordynacji akcji służb państwowych i grup wolontariuszy. Dużą rolę w walce z powodzią odegrała samoorganizacja społeczna. Koordynacja działań odbywała się poprzez portale społecznościowe.

## Reakcje międzynarodowe

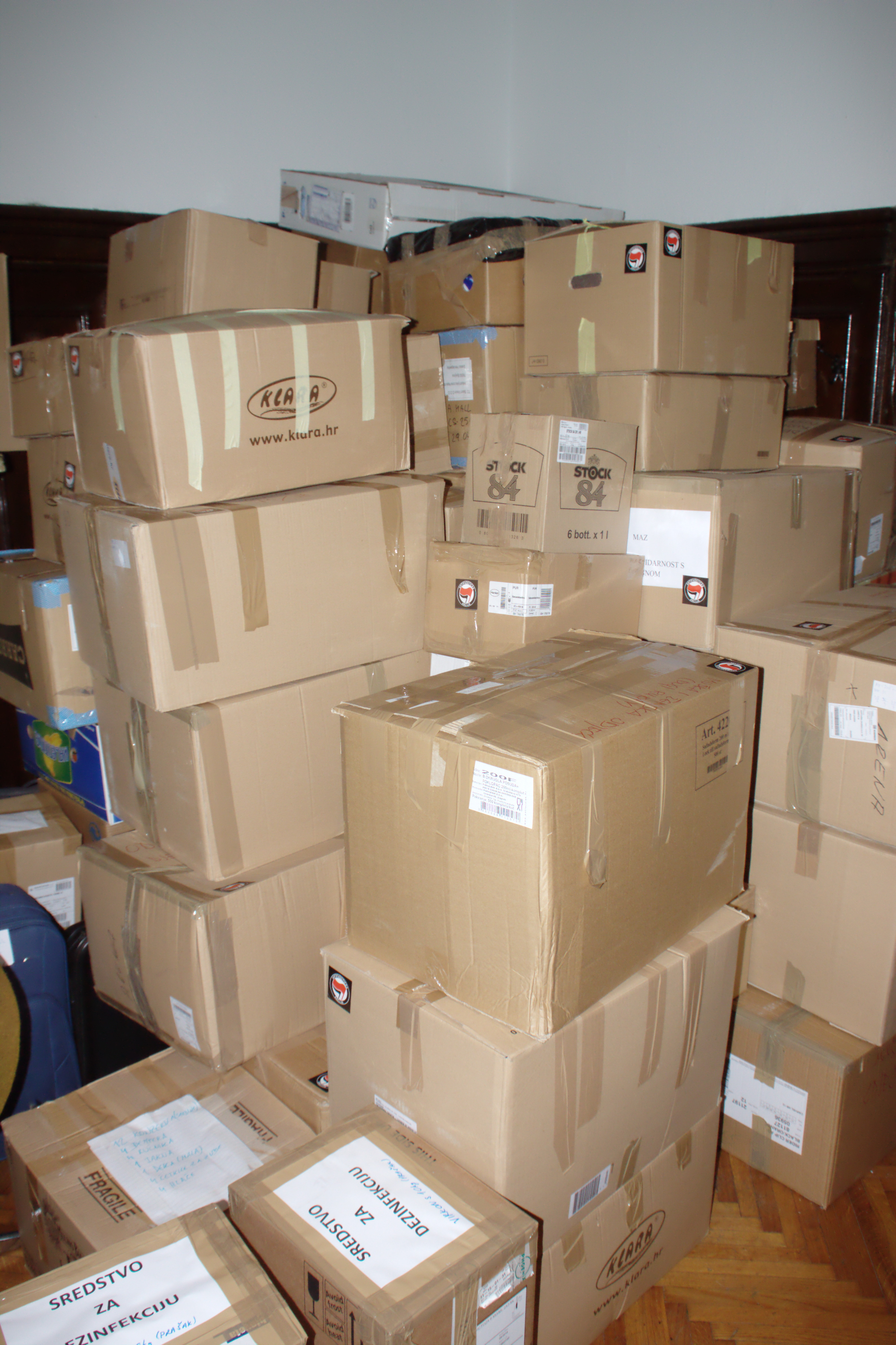
Paczki z pomocą humanitarną od Chorwatów

- Austria – Austria na wniosek Serbii przekazała wsparcie techniczne oraz na wniosek Bośni i Hercegowiny dostarczyła śmigłowców i łodzi motorowych, które pomogły w ewakuacji mieszkańców zalanych terenów i w transporcie pomocy humanitarnej[15].
- Belgia – na wniosek Bośni i Hercegowiny Belgia dostarczyła śmigłowców i łodzi motorowych, które pomogły w ewakuacji mieszkańców zalanych terenów i w transporcie pomocy humanitarnej[15].
- Bułgaria – Bułgaria przekazała wsparcie techniczne dla powodzian[15].
- Chorwacja – rząd Chorwacji udzielił pomocy technicznej[15].
- Czechy – Czechy przekazały wsparcie techniczne[15].
- Estonia – Estonia przekazała wsparcie techniczne[15].
- Francja – Francja przekazała wsparcie techniczne[15].
- Litwa – Litwa przekazała wsparcie techniczne[15].
- Luksemburg – na wniosek Bośni i Hercegowiny Luksemburg dostarczył śmigłowce i łodzie motorowe, które pomogły w ewakuacji mieszkańców zalanych terenów i w transporcie pomocy humanitarnej[15].
- Łotwa – Łotwa przekazała wsparcie techniczne[15].
- Niemcy – Niemcy przekazały wsparcie techniczne dla Serbów i Bośniaków[15].
- Norwegia – Norwegia przekazała pomoc finansową dla poszkodowanych.
- Polska – 21 maja Polska wysłała do Bośni i Hercegowiny 37 strażaków, którzy pomogli w walce z żywiołem[11]. W czerwcu pomoc humanitarną wysłała Polska Akcja Humanitarna i Caritas[11]. PAH udało się zorganizować 200 tys. złotych dla Bośni i Hercegowiny[11]. 3 czerwca do Serbii wyruszyła ciężarówka z pomocą humanitarną, zorganizowaną przez Ambasadę Serbii[11]. Poznańska Fundacja Pomocy Humanitarnej Redemptoris Missio zebrała 20 ton pomocy dla powodzian z Serbii oraz Bośni i Hercegowiny. Wartość darów wyniosła ok. 200 tys. złotych[10]. W darach znalazły się głównie środki dezynfekujące i żywność. Pomoc finansową przekazała też Cerkiew prawosławna[16].
- Rosja – Rosja przekazała pomoc finansową dla Serbii.
- Słowacja – na wniosek Bośni i Hercegowiny Słowacja dostarczyła śmigłowców i łodzi motorowych, które pomogły w ewakuacji mieszkańców zalanych terenów i w transporcie pomocy humanitarnej[15].
- Słowenia – Słowenia jako jedno z pierwszych państw unijnych zgłosiła się do pomocy powodzianom, przekazując Serbom i Bośniakom pomoc techniczną[15].
- Unia Europejska – Unia Europejska przekazała Bośni oraz Serbii wodę pitną[12]. Do 18 maja 14 państw członkowskich udzieliło wsparcia ofiarom powodzi. Państwa te przekazały Serbii oraz Bośni i Hercegowinie helikoptery, pompy wodne i łodzie[15]. Komisja Europejska sfinansowała transport pomocy.
- Wielka Brytania – na wniosek Bośni i Hercegowiny Wielka Brytania dostarczyła śmigłowców i łodzi motorowych, które pomogły w ewakuacji mieszkańców zalanych terenów i w transporcie pomocy humanitarnej[15].

## Wpływ powodzi na politykę Vučicia
Podczas powodzi premierem rządu w Serbii był Aleksandar Vučić. Vučić wykorzystał powódź do skrytykowania poprzednich rządów. Duże wpływy Vučicia w mediach pozwoliły rządzącej wówczas Serbskiej Partii Postępowej wyciszyć krytykę akcji ratowniczej. Portale internetowe, analizujące błędy ośrodków rządowych, stały się celem ataków hakerskich. Akcja ratunkowa przyczyniła się do gwałtownego wzrostu poparcia dla Serbskiej Partii Postępowej.